# 史尚确
史尚确，山东乐陵人，是一名清朝政治人物。
史尚确曾于1773年接替清泰任上海县知县一职，1778年由韩运鸿接任。